# Kemnat (Ostfildern)
Kemnat (schwäbisch ehemals Kemled ['kemlɐ̃d], heute Kemned ['kemnɐ̃d]) ist ein Stadtteil von Ostfildern im Landkreis Esslingen, Baden-Württemberg. Der Ort liegt zwischen den Ostfildern-Stadtteilen Ruit und Scharnhausen sowie den Stuttgarter Stadtteilen Riedenberg, Hohenheim und Birkach.

## Geschichte
Der Ort wurde 1229 als Kemnaten erstmals erwähnt. Der Name kommt von Keminaton, was so viel wie „beheizbarer Wohnraum“ bedeutet. Der Ort war im Besitz der Klöster Bebenhausen und Denkendorf. Da Württemberg die Vogtei über beide Klöster ausübte, hatte Württemberg 1451 alle obrigkeitlichen Rechte über den Ort. 1449 wurde Kemnat im Städtekrieg niedergebrannt, doch danach wieder aufgebaut. Die Gemeinde gehörte zum Amt bzw. Amtsoberamt Stuttgart und kam 1938 zum Landkreis Esslingen.
Am 1. Januar 1975 wurde Kemnat im Zuge der Gemeindereform mit Ruit auf den Fildern, Nellingen auf den Fildern und Scharnhausen zur Gemeinde Ostfildern vereinigt.

## Industrie
In der Zeit um 1960 zogen freie Gewerbeflächen viele Firmen an, sodass das Industriegebiet in Kemnat ein wichtiges Zentrum für die Druckerei und Medientechnik in Baden-Württemberg wurde. Verlage in und um Kemnat sind beispielsweise MairDumont mit den Verlagen Baedeker und Falk, der Verlag Deutscher Drucker, der Schwabenverlag, die Verlagsgruppe J. Fink und der Thorbecke-Verlag. Außerdem sitzen hier der Verband Druck und Medien in Baden-Württemberg und das Bildungswerk der Druckindustrie.

## Persönlichkeiten
- Gottlob Baumann (1794–1856), von 1839 bis 1856 Pfarrer in Kemnat
- Charlotte Reihlen, geb. Mohl (1805–1868), pietistische Kaufmannsgattin und Diakonisse, Entwerferin des Andachtbildes „Der breite und der schmale Weg“
- Karl-Eduard Berron (1898–1983), von 1947 bis 1964 Pfarrer in Kemnat
- Walter Schweizer (1919–2011), Bürgermeister von Echterdingen und Oberbürgermeister von Leinfelden-Echterdingen, geboren in Kemnat
- Hartmut Haupt (1945–2013), Fußballspieler
- Claudia Beate Schill (1952–2022), Dichterin, lebte 1986 bis zu ihrem Tod in Kemnat
- Dimitrios Moutas (* 1968), Fußballspieler
- Alban Meha (* 1986), Fußballspieler
- Alexander Rossipal (* 1996), Fußballspieler